# Santiago do Cacém, Santa Cruz e São Bartolomeu da Serra
Santiago do Cacém, Santa Cruz e São Bartolomeu da Serra (llamada oficialmente União das Freguesias de Santiago do Cacém, Santa Cruz e São Bartolomeu da Serra) es una freguesia portuguesa del municipio de Santiago do Cacém, distrito de Setúbal.

## Historia
Fue creada el 28 de enero de 2013 en aplicación de una resolución de la Asamblea de la República de Portugal promulgada el 16 de enero de 2013 con la unión de las freguesias de Santa Cruz, Santiago do Cacém y São Bartolomeu da Serra, pasando su sede a estar situada en la antigua freguesia de Santiago do Cacém.

## Demografía
| Gráfica de evolución demográfica de Santiago do Cacém, Santa Cruz e São Bartolomeu da Serra entre 2011 y 2021 |
| |
| Datos según el nomenclátor publicado por el INE portugués.                                                    |